# Miyuki Izumi
Miyuki Izumi (31 de maio de 1973) é uma ex-futebolista japonesa que atuava como atacante.

## Carreira
Miyuki Izumi representou a Seleção Japonesa de Futebol Feminino, nas Olimpíadas de 1996. 